# Fulkaha Kati
Fulkaha Kati – gaun wikas samiti we wschodniej części Nepalu w strefie Sagarmatha w dystrykcie Siraha. Według nepalskiego spisu powszechnego z 2001 roku liczył on 1430 gospodarstw domowych i 8606 mieszkańców (4149 kobiet i 4457 mężczyzn).